# Riu Argandab

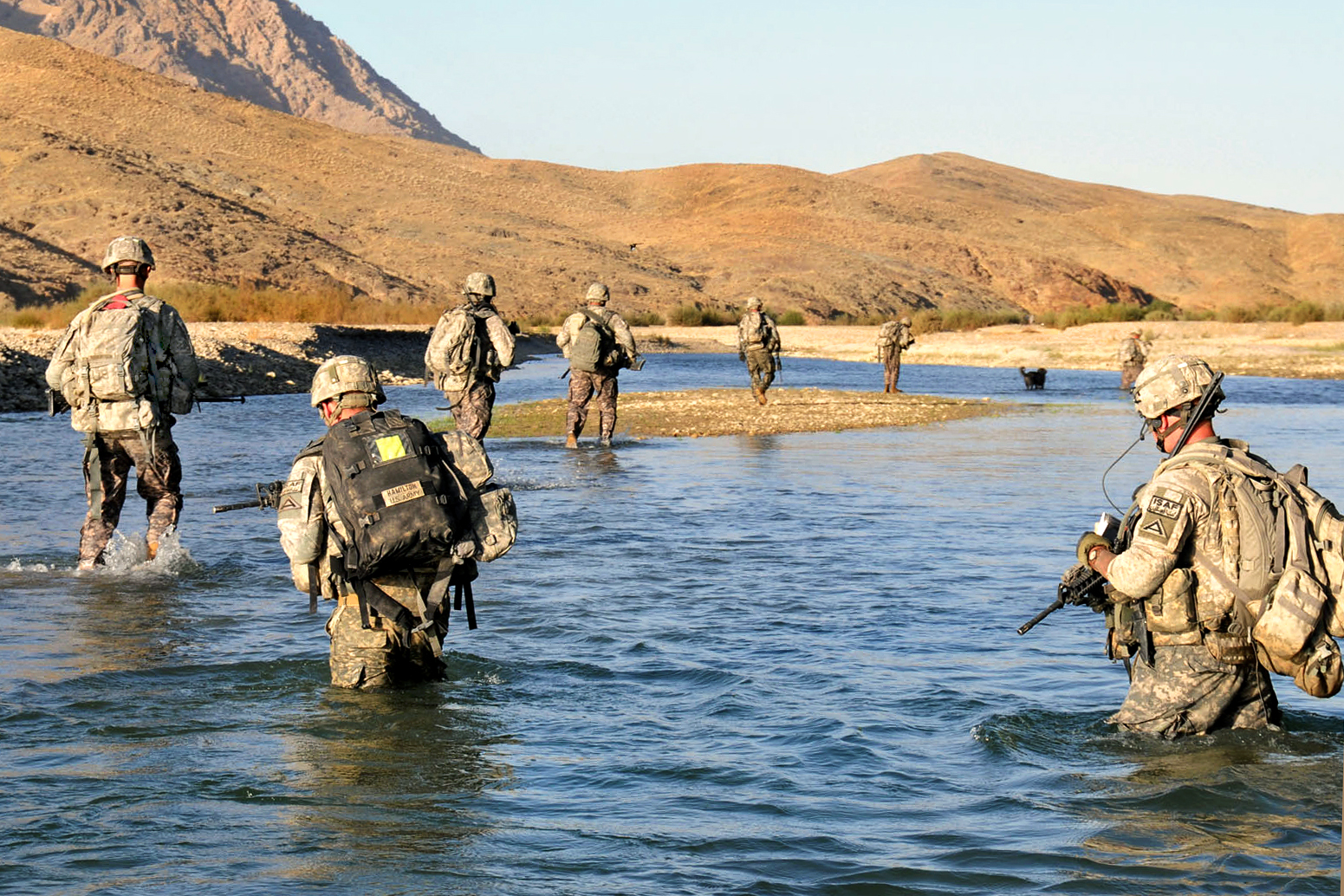
Tropes de l'Exèrcit dels Estats Units creuant l'Argandab durant les operacions de la ISAF (Octubre de 2009).

Arghandab o Argandab és un riu de l'Afganistan d'uns 562 km de llarg. Neix a Hazarajat al nord-oest de Gazni a 3.900 metres d'altura (al Kuh-e Safid), a l'oest de la plana de Navor (Dasht-e Navor) i corre al sud-oest per desaiguar al riu Helmand (del qual és el principal afluent) a Qalaye Bost a uns 30 km al sud de Girishk.
La seva conca és de 52.955 km² (més una petita comarca al Pakistan). El seu cabal hidràulic és molt variable i hi ha períodes sense pluja (el més llarg registrat de 8 mesos entre 21 de maig de 1971 i 16 de gener de 1972) quan s'asseca, mentre en altres moments cauen grans quantitats (1.698 m³ per segon registrats el 30 de gener de 1950).
Podria correspondre al clàssic Arachotus però aquest també podria ser el riu Tarnak que se li uneix a uns 50 km al sud-oest de Kandahar (els dos rius corren quasi paral·lels, però el Tarnak és uns 100 km més curt i amb menys cabal mitjà). A la seva riba es troben les ruïnes d'Ulan Robat, que podrien correspondre a l'antiga Arachosia; el llac Ab-i-Istada, prop del naixement del Tarnak, seria l'antic llac Arachotus.
El nom actual, però sota la forma arcaica de Ab-e Argand, apareix al segle xiii; el seu nom anterior a l'Avesta era Haraxaiti (aigua abundant), del que probablement va derivar Arachotus.
El 1950-1952 es va construir una resclosa a Dahla 34 km al nord-est de Kandahar que permet la irrigació intensiva; l'embassament cobreix 30 km².